# Lorima
Lorima (in greco Λώρυμα) fu un'antica città e sede episcopale nella provincia romana della Caria, in Asia Minore (Anatolia, oggi Turchia).
Risulta ora come sede titolare.

## Localizzazione
Loryma era una piccola città fortificata e porto sulla costa della Caria, non lontano da Capo Cynossema, all'estremità occidentale della penisola nota come Chersonesus di Caria, di fronte, a venti miglia romane dall'isola di Rodi. Era fortificato e apparteneva ai Rodi.
Le sue rovine, a ovest di Port Aplothiki, con torri, tombe e bastioni sono descritte da William Martin Leake (Asia Minore, 223).
Sopra la baia di Loryma (moderna Bozuk Bükü) si trovano le rovine di una cinta muraria che circonda la cima della collina. Costruiti da grandi blocchi di pietra sagomati in situ, i muri rimanenti (alti fino a diversi metri all'esterno) conservano angoli molto precisi e facce a strapiombo.

## Galleria d'immagini

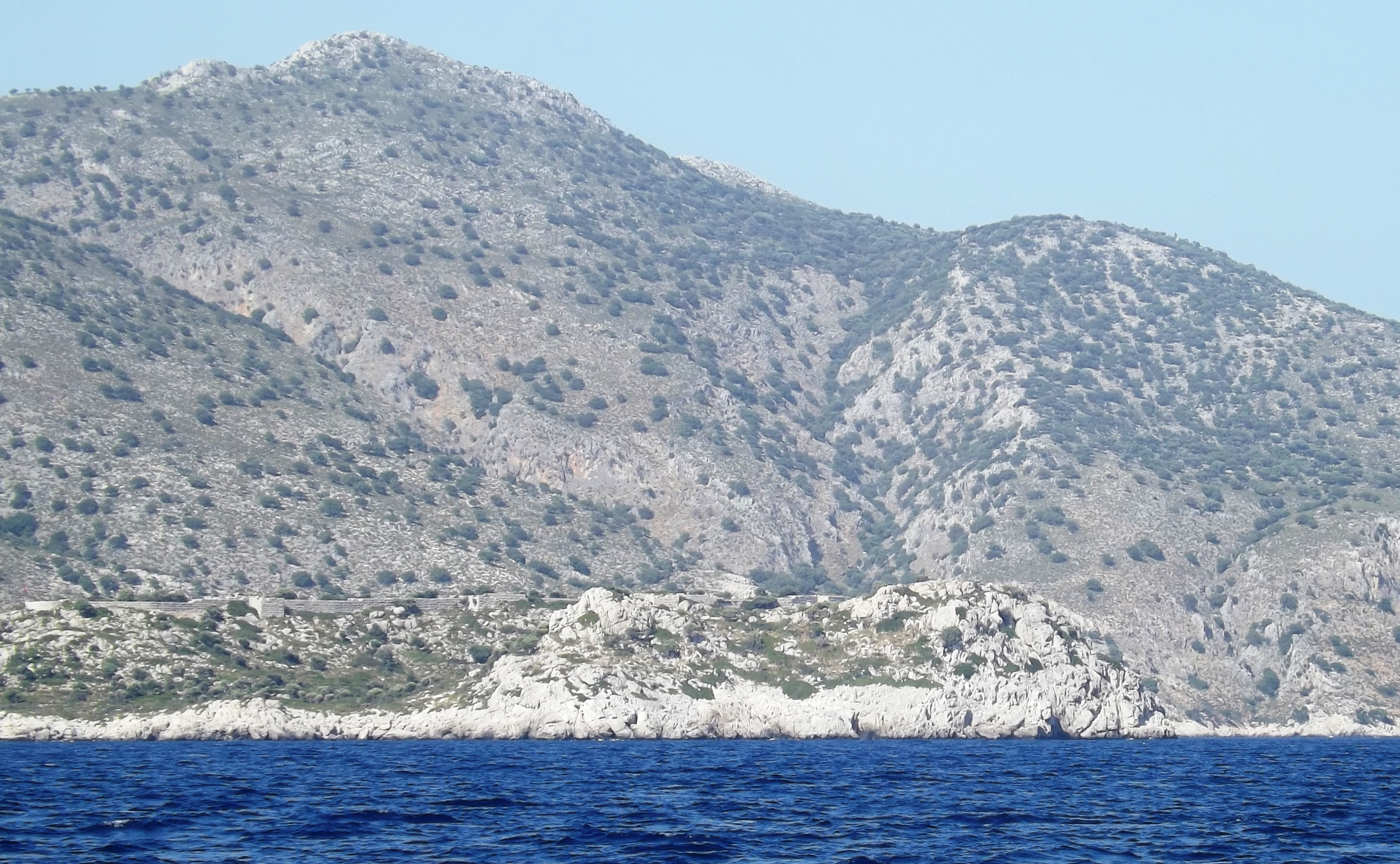
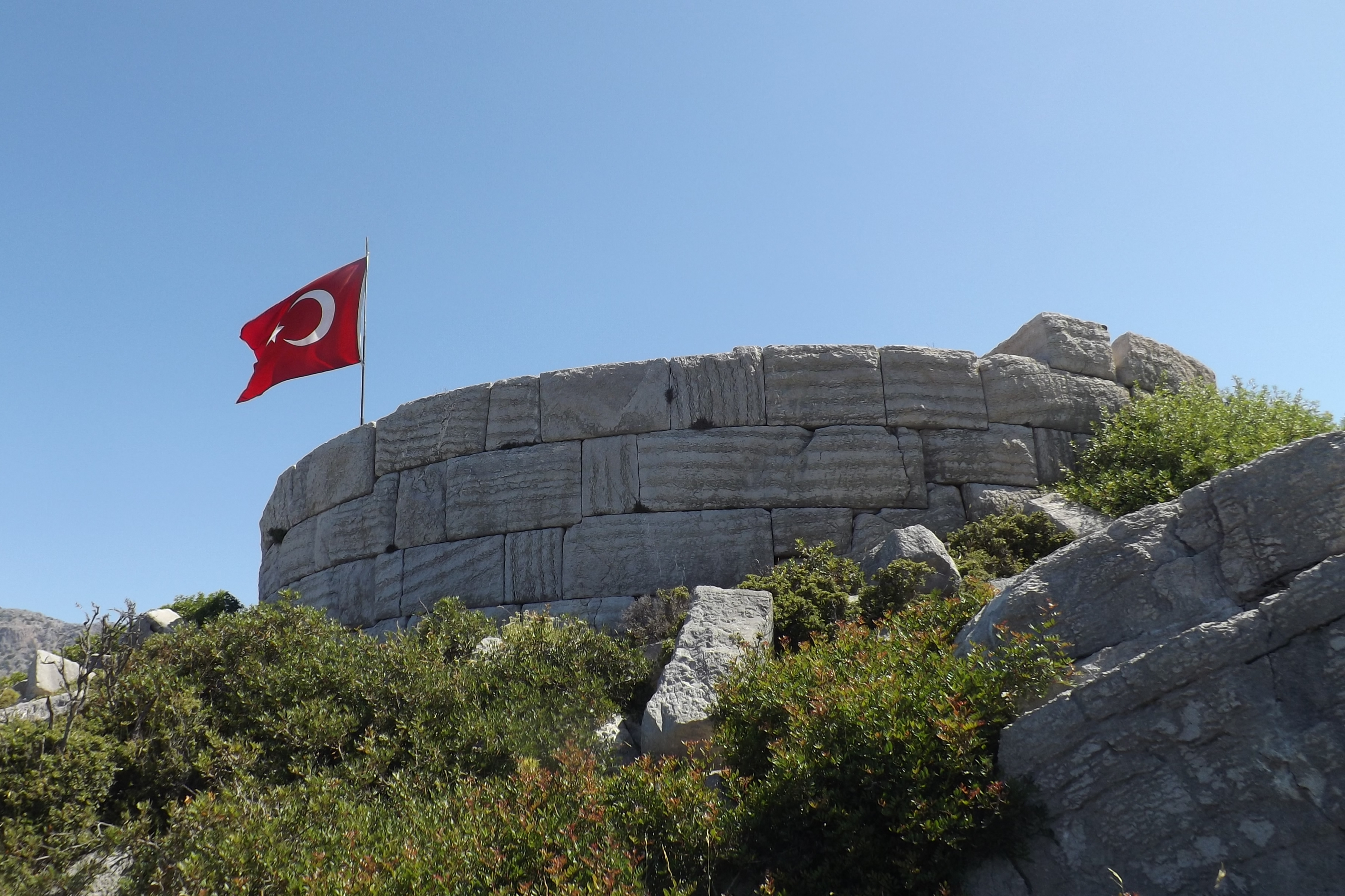
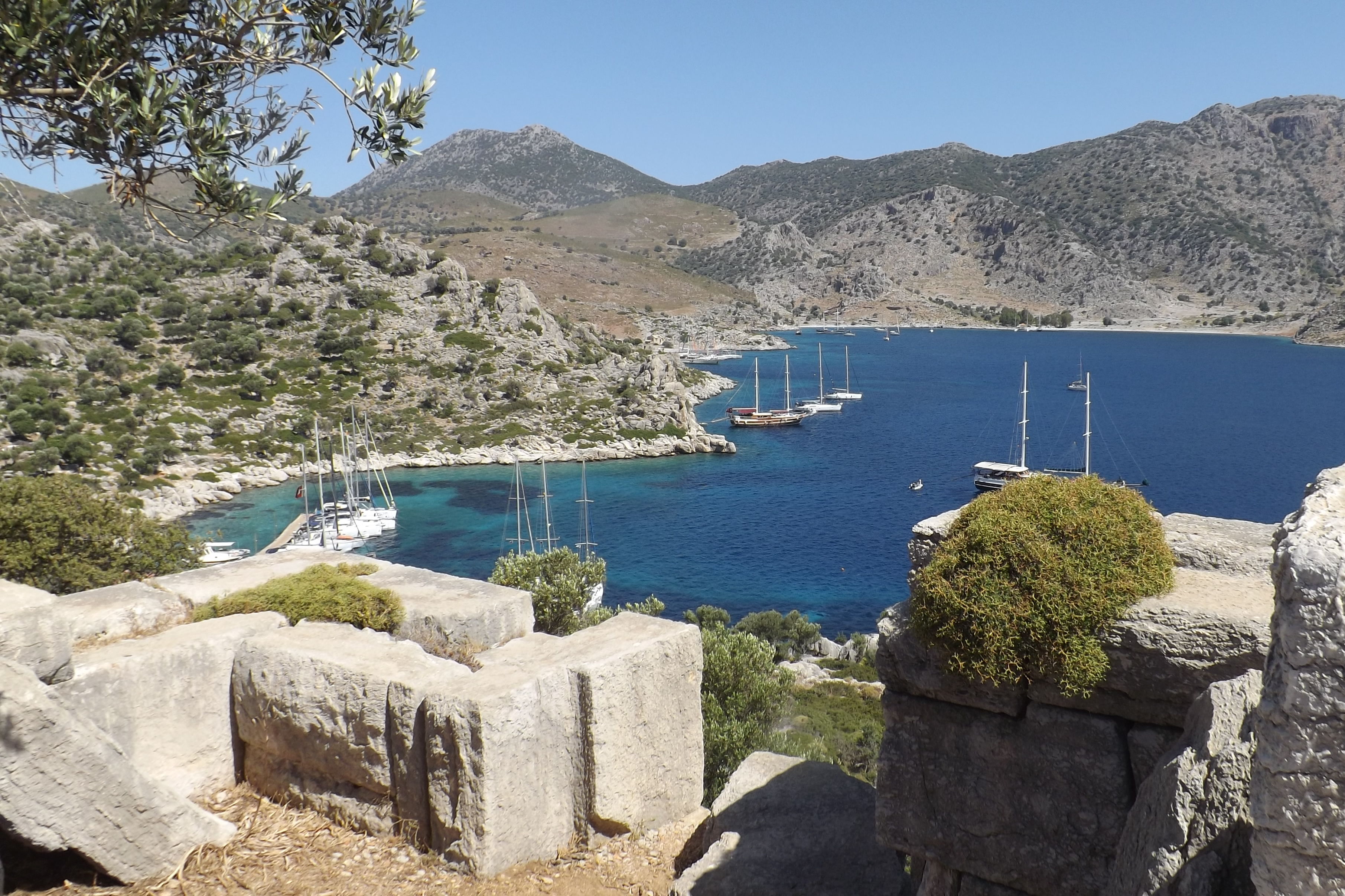
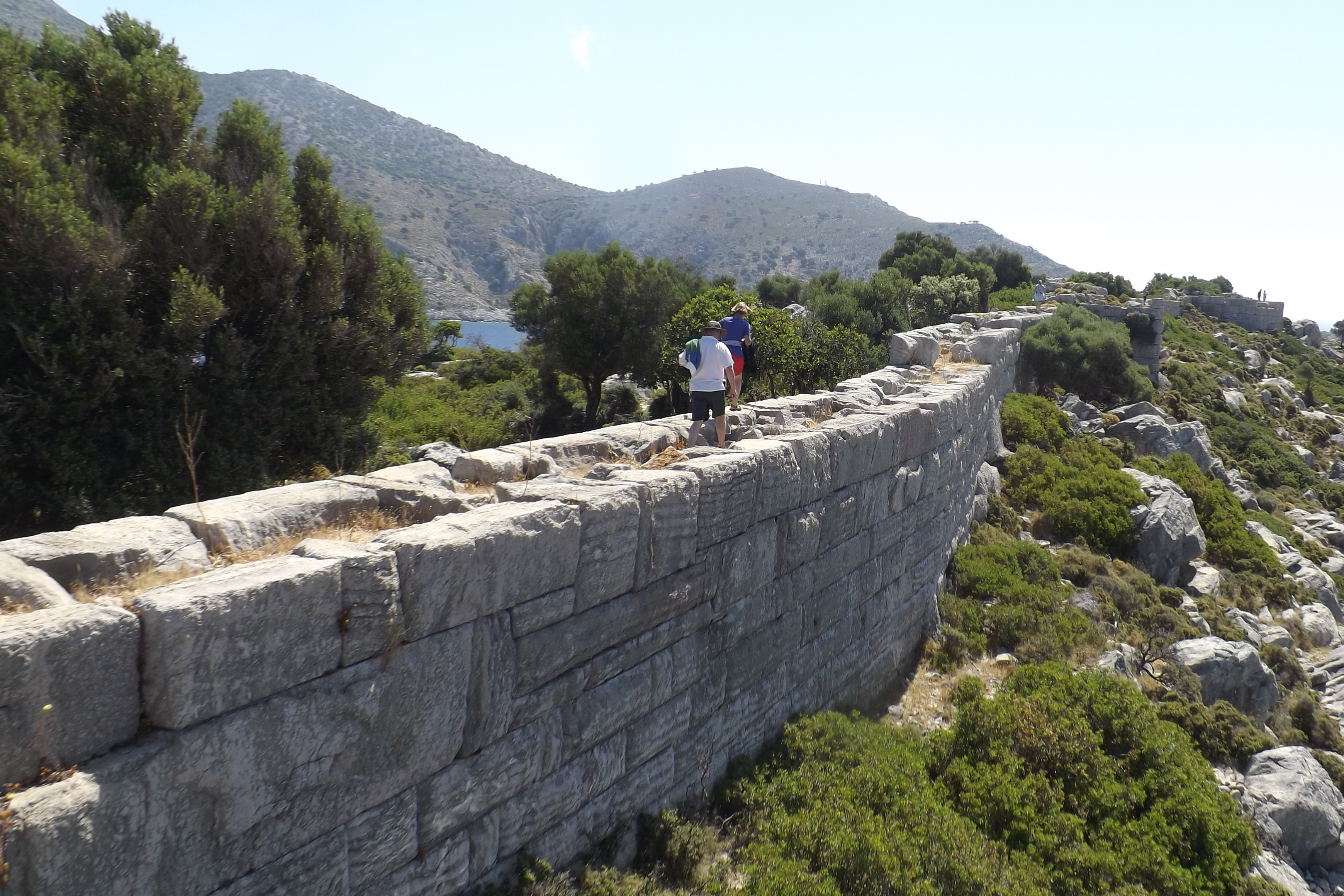